# Srikakulam (distrikt)
Srikakulam (telugu: శ్రీకాకుళం జిల్లా) er et distrikt i den indiske delstat Andhra Pradesh. Distriktets hovedstad er Srikakulam. 

## Demografi
Ved folketællingen i 2011 var der 2.699.471 indbyggere i distriktet, mod 2,537,593 i 2001. Den urbane befolkningen udgjør 16,16 %.
Børn i alderen 0 til 6 år udgjorde 9,83 % i 2011 mod 13,24 % i 2001. Antallet af piger i den alder per tusinde drenge er 953 i 2011 mod 967 i 2001.

## Inddelinger

### Mandaler
I Andhra Pradesh er mandal det tredje administrative niveau, under staten og distrikterne. Srikakulam distrikt har 37 mandaler.
1. Veeraghattam
2. Vangara
3. Regidiamadala Valasa
4. Rajam
5. Ganguvari Singadam
6. Laveru
7. Ranastalam
8. Hetcherla
9. Ponduru
10. Santhakaviti
11. Burja
12. Palakonda
13. Seethampeta
14. Bhamini
15. Kothuru
16. Hiramandalam
17. Sarubujjili
18. Amadalavalasa
19. Srikakulam
20. Gara
21. Polaki
22. Narasannapeta
23. Jalumuru
24. Saravakota
25. Pathapatnam
26. Meliaputti
27. Tekkali
28. Kotabommali
29. Santha Bommali
30. Nandigam
31. Vajrapu Kothuru
32. Palasa
33. Mandasa
34. Sompeta
35. Kanchili
36. Kaviti
37. Ichchapuram